# Ankrurahu
Ankrurahu est une île d'Estonie. Sa superficie est de 0,3 hectare.